# 華夏東路駅
華夏東路駅（かかとうろ-えき）は、中華人民共和国上海市浦東新区川沙新鎮に位置する上海地下鉄2号線の駅である。2010年4月8日に開業した。

## 駅構造
相対式ホーム2面2線の地下駅。

## 歴史
- 2010年4月8日 - 開業。

## 隣の駅
上海地下鉄
■2号線
創新中路駅 - 華夏東路駅 - 川沙駅